# 爪哇橄榄
爪哇橄榄为橄榄科橄榄属下的一个种，原产爪哇海东部（康厄安群岛和巴韦安岛）、小巽他群岛、苏拉威西岛和马鲁古群岛。
台湾引种栽培的爪哇橄榄学名常误写作，但这其实是东印度橄榄的学名。这两种橄榄十分相似，主要区别是爪哇橄榄托叶早落、全缘，而东印度橄榄托叶宿存、具齿。台湾的“爪哇橄榄”托叶早落，是而非东印度橄榄。